# Pseudhemithea
Pseudhemithea is een geslacht van vlinders van de familie spanners (Geometridae), uit de onderfamilie Geometrinae.

## Soorten
- P. detrita Bastelberger, 1909
- P. euopla Prout, 1930
- P. exomila Prout, 1917
- P. saturata Prout, 1912